# Łukasz Albański
Łukasz Leszek Albański – polski pedagog, socjolog, doktor habilitowany nauk społecznych, profesor Uniwersytetu Komisji Edukacji Narodowej w Krakowie.

## Kariera naukowa
W 2005 roku uzyskał tytuł magistra socjologii na Uniwersytecie Wrocławskim. W 2011 roku na Wydziale Filozoficznym Uniwersytetu Jagiellońskiego, uzyskał stopień doktora nauk humanistycznych w zakresie socjologii na podstawie rozprawy pt. Etniczność, społeczna stygma i mobilizowanie zasobów: studia porównawcze polskich i niemieckich imigrantów w Winnipeg, 1896–1919, której promotorem była prof. Dorota Praszałowicz.
W 2022 roku uzyskał na Uniwersytecie im. Adama Mickiewicza w Poznaniu stopień doktora habilitowanego nauk społecznych w dyscyplinie pedagogiki na podstawie pracy pt. Społeczno–pedagogiczne konteksty migracji dzieci. Między globalnym wykluczeniem a walką o godność.
W 2010 roku został zatrudniony na Uniwersytecie Komisji Edukacji Narodowej w Krakowie.